# المقاطعة الثالثة عشر بباريس
المقاطعة الثالثة عشر بباريس هو فيلم دراما فرنسي من إخراج جاك أوديار وبطولة لوسي شانغ ونيومي ميرلانت.